# Улица Валерия Гаврилина
У́лица Вале́рия Гаври́лина — улица в историческом районе Парнас в Выборгском районе Санкт-Петербурга. По проекту проходит дугой от Заречной улицы до улицы Шишкина, реально на текущий момент (июль 2017 года) — проходит дугой, начинаясь и заканчиваясь на Заречной улице. Формирование магистрали продолжается.

## История
Постановлением правительства Санкт-Петербурга № 1368 от 07.10.2010 проектируемым улицам в новом районе «Северная долина» были присвоены названия в честь известных деятелей культуры и искусства российского севера. Улица, до этого фигурировавшая в планах как Парковая улица, получила название улица Валерия Гаврилина, в честь композитора В.А. Гаврилина.
Реальное строительство первого участка, от Заречной улицы до улицы Николая Рубцова началось только в 2013 году, закончилось — летом 2014 года, а официально открыт для проезда — в ноябре 2014 года.
30 июня 2017 года улица Валерия Гаврилина была продлена до Заречной улицы. При этом сама Заречная улица продлена не была.

## Пересечения
Улица пересекается со следующими магистралями:
- Заречная улица
- Улица Николая Рубцова
- Заречная улица
- улица Шишкина